# 鹿角翼兔

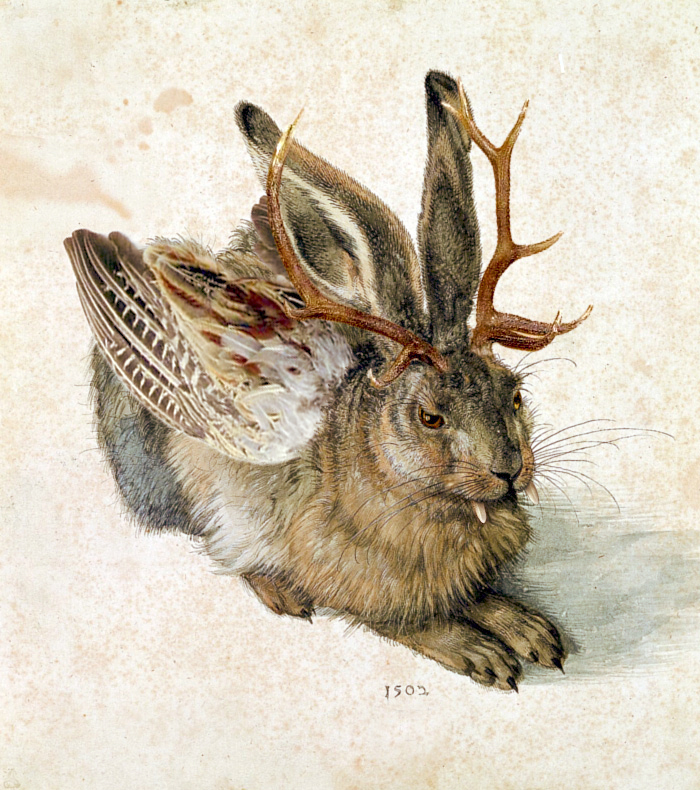
鹿角翼兔的画像

鹿角翼兔或音译为“沃尔珀丁格”，是德国巴伐利亚高山森林中的传说生物。它的身就像松鼠或野兔，通常会有野雞般的翅膀、鹿的角和尖利的牙齿。根据传说，它通常很和善，不过有时也会被激怒。若不幸和它直接接触（而且有幸存活），之后身上会带着它的味道整整七年之久。沃尔珀丁格这个名字由来已经不可考，但有可能源自巴伐利亚一个叫沃尔珀丁格 （Wolpertinger）的村庄。

## 流行文化
- RuneScape中鹿角翼兔是一种可召唤动物。
- 魔兽世界中的一种宠物